# Réserve naturelle régionale des Partias
La réserve naturelle régionale des Partias (RNR94), ex réserve naturelle du Vallon des Combes, est une réserve naturelle régionale située en Provence-Alpes-Côte d'Azur. Classée en 2009, elle occupait à l'origine une surface de 686 hectares. Un reclassement en 2019 a porté sa superficie à 801,78 ha.

## Localisation

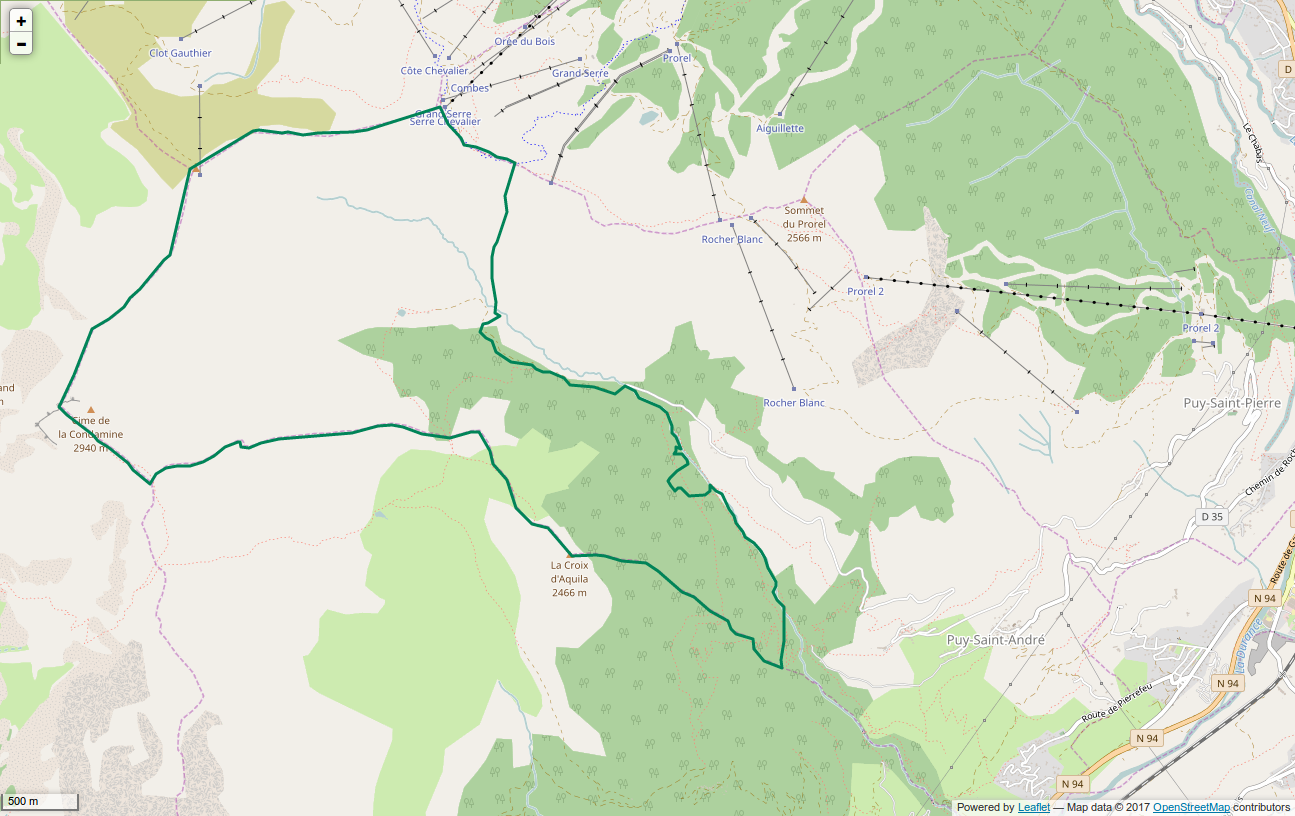
Périmètre de la réserve naturelle.

Le territoire de la réserve naturelle est dans le département des Hautes-Alpes, sur la commune de Puy-Saint-André à l'ouest de Briançon. Il s'étend entre 1 600 m et 2 940 m d'altitude (Cime de la Condamine).
Il abrite le lac des Partias, un lac de dimensions modestes (80 m sur 60 m).

## Histoire du site et de la réserve
L'intérêt du vallon des Partias est mis en évidence dès 1965 par l'INRA. À partir de 1974, l’Association des Amis des Combes se mobilise pour sa préservation. Elle est appuyée à partir de 1990 par la commune de Puy-Saint-André qui contribue au classement en réserve naturelle volontaire. Enfin, le classement en réserve naturelle régionale intervient en 2009.

## Écologie (biodiversité, intérêt écopaysager…)
Le site présente des milieux d'altitude courants en haute montagne (rochers, éboulis, zones humides, lacs, pelouses) ainsi qu'une grande diversité géologique.

### Flore
La flore compte plus de 400 espèces végétales : Ancolie des Alpes, Lis martagon, Edelweiss, Jonc arctique, Scirpe nain…

### Faune
L'avifaune compte plus de 100 espèces : Tétras lyre, Lagopède alpin, Perdrix bartavelle, Niverolle alpine, Hirondelle de fenêtre, Merle de roche.
Pour les mammifères, on trouve 25 espèces dont l'Hermine, la Marmotte des Alpes, le Chamois, le Lièvre variable ainsi que 2 espèces de chauves-souris : la Barbastelle d'Europe et le Vespère de Savi.
Le Lézard vert fréquente le site.

## Intérêt touristique et pédagogique
De nombreux sentiers parcourent le site au départ de Serre Chevalier ou Puy-Saint-André, et permettent notamment d'y découvrir le lac des Partias. Il est demandé aux visiteurs de respecter la réglementation de la réserve naturelle.

## Administration, plan de gestion, règlement
La réserve naturelle est gérée par la commune de Puy-Saint-André et la LPO Provence-Alpes-Côte d'Azur. Le premier plan de gestion correspond à la période 2011-2016.

### Outils et statut juridique
La réserve naturelle a été créée par une délibération du 30 octobre 2009. Une nouvelle délibération du 13 décembre 2019 a étendu sa surface à 801,78 hectares.